# Hal Sparks
Harold Magee Sparks III (född 25 september 1969), känd under namnet Hal Sparks, är en amerikansk skådespelare, komiker, musiker och tv-personlighet. Han är känd för sina insatser på VH1, där han var programledare för E!s Talk Soup, och för rollen som Michael Novotny i den amerikanska tv-serien Queer as Folk.

## Urval av roller
Sparks debuterade i tv 1987 i filmen Frogs, tillsammans med Shelley Duvall, Elliott Gould, och Scott Grimes. De kommande årtiondena skulle han komma att medverka en rad olika produktioner för TV, bland annat 1999 som programledare för talkshowen Talk Soup, och är för närvarande en av skådespelarna i Walt Disneys Lab Rats.

## Filmografi

### TV
| År         | Titel                          | Roll                                                     | Kommentar                                                                 |
| ---------- | ------------------------------ | -------------------------------------------------------- | ------------------------------------------------------------------------- |
| 1994       | Lois & Clark                   | Skateboardåkare                                          | Avsnittet "Witness"                                                       |
| 1995       | Doktor Quinn                   | Gentle Horse                                             | Avsnittet "Indian Agent"                                                  |
| 1995–1996  | Night Stand                    | Father Chip                                              | Avsnitten "Follow-Up Show" och "Confessions"                              |
| 1998       | Cheap Theatrix                 |                                                          |                                                                           |
| 1999–2000  | Talk Soup                      | Programledare                                            |                                                                           |
| 2000       | Martial Law                    | Ellroy Nelson                                            | Avsnittet "No Fare"                                                       |
| 2000–2005  | Queer As Folk                  | Michael Novotny                                          |                                                                           |
| 2001, 2002 | Rendez-View                    | Gästande programledare                                   | Avsnitten "She Loves Him, Loves Him Not" och "Belgian Boy Toy"            |
| 2002       | One on One                     | Danny Davis Jr.                                          | Avsnitten "Unemployment Up, Pride Down" och "I Believe I Can Fly: Part 2" |
| 2003       | Frasier                        | Receptionist                                             | Avsnittet "Door Jam"                                                      |
| 2004       | Extreme Dodgeball              | Spelare i Chicago Hitmen                                 |                                                                           |
| 2005       | CSI: Crime Scene Investigation | Digger James                                             | Avsnittet "Dog Eat Dog"                                                   |
| 2005       | Video Game Vixens              | Programledare                                            |                                                                           |
| 2006       | Las Vegas                      | Doctor Paul                                              | Avsnittet "Cash Springs Eternal"                                          |
| 2006       | Survival of the Richest        | Programledare                                            |                                                                           |
| 2006       | Celebrity Duets                | Tävlingsdeltagare                                        |                                                                           |
| 2006       | Celebrity Paranormal Project   |                                                          | Avsnittet "Waverly Hills Sanatorium"                                      |
| 2007       | Tak and the Power of Juju      | Röst till "Tak" och till "Really, Really Revolting Juju" | 26 avsnitt                                                                |
| 2007       | America's Funniest Mom 3       | Sig själv / Domare                                       |                                                                           |
| 2008       | Rock Band 2: The Stars         | Gäst                                                     |                                                                           |
| 2008       | Celebracadabra (Realityserie)  | Sig själv                                                |                                                                           |
| 2009       | 20Q                            | Andra programledare, Datorröst ("Mr. Q")                 |                                                                           |
| 2010       | The Tester                     | Domare av Sony PlayStation-serien                        |                                                                           |
| 2010       | Web Soup                       | Sig själv                                                | Gästframträdande tillsammans med Chris Hardwick                           |
| 2010       | Hal Sparks: Charmageddon       | Sig själv                                                | Ståupp-special                                                            |
| 2012       | Lab Rats                       | Donald Davenport                                         |                                                                           |

### Filmer
| År   | Titel                 | Roll         | Kommentar |
| ---- | --------------------- | ------------ | --------- |
| 1987 | Frogs                 | Jim          |           |
| 1995 | Signs and Wonders     | Rocker 2     |           |
| 2002 | Bleacher Bums         | Richie       |           |
| 2009 | 2009 Game Show Awards | Mr. Q (röst) |           |
| 2011 | Slip Away             | Seth         | Kortfilm  |

| År   | Titel                             | Roll                              | Kommentar          |
| ---- | --------------------------------- | --------------------------------- | ------------------ |
| 1989 | Chopper Chicks in Zombietown      | Lance                             |                    |
| 1996 | Invader                           | Fort Irwin Defense Command (röst) |                    |
| 1999 | Lost & Found                      | DJ                                |                    |
| 2000 | Dude, Where's My Car?             | Zoltan – sektledare               |                    |
| 2001 | Dr. Dolittle 2                    | School Fish #1 (röst)             |                    |
| 2003 | Dickie Roberts: Former Child Star | Utgivare                          |                    |
| 2004 | Lightning Bug                     | Deputy Dale                       |                    |
| 2004 | Spider-Man 2                      | Hisståkare                        |                    |
| 2006 | Denial                            |                                   | Exekutiv producent |
| 2007 | The House That Jack Built         | Dominic                           |                    |
| 2008 | Dead Space: Downfall              | Ramirez (röst)                    |                    |
| 2009 | Extract                           | Gitarrförsäljare #1               |                    |
| 2013 | The A-List                        | Brad                              | Efterproduction    |

| År   | Titel                                                       | Roll      | Kommentar |
| ---- | ----------------------------------------------------------- | --------- | --------- |
| 2008 | Beat It (Fall Out Boy Cover) Musikvideo                     | Sig själv |           |
| 2013 | Party Like Tomorrow Is The End Of The World (Steel Panther) | Sig själv |           |

### TV-spel
| År   | Titel                                                    | Roll       | Kommentar |
| ---- | -------------------------------------------------------- | ---------- | --------- |
| 2007 | Nicktoons: Attack of the Toybots                         | Tak (röst) |           |
| 2008 | SpongeBob SquarePants featuring Nicktoons: Globs of Doom | Tak (röst) |           |
| 2008 | Tak and the Guardians of Gross                           | Tak (röst) |           |